# Le Dialogue des carmélites
Pour les articles homonymes, voir Dialogues des carmélites (homonymie).
Pour plus de détails, voir Fiche technique et Distribution.
Le Dialogue des carmélites est un film franco-italien réalisé par Philippe Agostini et Raymond Léopold Bruckberger, sorti sur les écrans en 1960.
Il adapte l'histoire des carmélites de Compiègne, d'après les dialogues de Georges Bernanos inspiré du roman La Dernière à l'échafaud de Gertrud von Le Fort, qui elle-même a puisé sa source dans les notes de Marie de l'Incarnation.

## Synopsis
En mai 1789, deux jeunes filles entrent au carmel de Compiègne. L'une prend en religion le nom de sœur Constance, tandis que sa compagne, Blanche de la Force, devient sœur Blanche de l'Agonie du Christ. La Révolution saisit les biens du clergé en novembre, dissout les ordres religieux (tout en permettant aux religieuses de continuer à occuper leurs bâtiments), puis se lance dans la déchristianisation : le commissaire de la Révolution accuse les carmélites de ne pas avoir renoncé aux vœux désormais illégaux, des religieuses, d'avoir accueilli un émigré en fuite et de cacher un prêtre réfractaire. Les carmélites, qui prononcent le vœu du martyre en 1792, sont rendues à la vie civile puis arrêtées lors de la Terreur en 1794, avant d'affronter l'ultime sacrifice. La sœur Marie de l'Incarnation échappe à la mort pour faire survivre le carmel.

## Fiche technique
- Titre : Le Dialogue des carmélites
- Réalisation : Philippe Agostini et Raymond Léopold Bruckberger
- Scénario et dialogues : Philippe Agostini et Raymond Léopold Bruckberger, d'après Georges Bernanos, d'après la nouvelle de Gertrud von Le Fort
- Costumes : Anne-Marie Marchand et Jean Zay
- Photographie : André Bac
- Son : Antoine Archimbaud
- Montage : Gilbert Natot
- Musique : Jean Françaix
- Production : Jules Borkon ; Pierre Laurent (directeur de production)
- Sociétés de production : Champs-Elysées Productions - Titanus (Rome)
- Société de distribution : Lux Compagnie Cinématographique de France (Paris)
- Lieux de tournage : Compiègne, Saint-Leu-d'Esserent, Senlis, Studios de Boulogne-Billancourt
- Format : Noir et blanc - 35 mm - 2,35:1 (DyaliScope) - Son mono
- Durée : 112 minutes
- Date de sortie : 
  - France : 10 juin 1960

- Affiche : Jean Mascii (France)

## Distribution
- Jeanne Moreau : mère Marie de l'Incarnation
- Madeleine Renaud : la première prieure
- Alida Valli : mère Thérèse de Saint-Augustin (la nouvelle prieure)
- Pascale Audret : Blanche de La Force
- Pierre Brasseur : le commissaire de la Révolution
- Jean-Louis Barrault : le mime
- Anne Doat : sœur Constance de Saint-Denis
- Georges Wilson : l'aumônier du carmel
- Pascale de Boysson : sœur Cécile
- Hélène Dieudonné : sœur Jeanne de la Divine Enfance
- Pierre Bertin : le marquis de La Force
- Claude Laydu : le chevalier de La Force
- Daniel Ceccaldi : l'officier au pied de l'échafaud
- Judith Magre : Rose Ducor
- Lucien Raimbourg : un révolutionnaire
- Dominique Zardi

## Autour du film
La nouvelle de Gertrud von Le Fort parue en 1931 avait donné l'idée d'un scénario aux cinéastes Philippe Agostini et Raymond Léopold Bruckberger. Georges Bernanos en conçut les dialogues juste avant sa mort en 1948, mais le projet ne lui survécut pas.
Publié en 1949 par Albert Béguin, le texte de Bernanos attire néanmoins l'attention de Jacques Hébertot qui décide de le porter à la scène. Créée le 23 mai 1952 au théâtre Hébertot dans une mise en scène de Marcelle Tassencourt, sous le titre Dialogues des carmélites, l’œuvre connaît un très grand succès.
En 1953, le compositeur Francis Poulenc choisit le livret que le dramaturge italien Flavio Testi a tiré de la pièce comme base de son nouvel opéra. Dialogues des carmélites est créé en italien le 26 janvier 1957 à la Scala de Milan, puis dans une version française adaptée du texte de Bernanos par Poulenc lui-même le 21 juin 1957 à l'opéra de Paris.
Le succès remporté par l'opéra de Poulenc conduit Agostini et Bruckberger à reprendre leur projet initial et le tournage du film a lieu en septembre-octobre 1959.
Le personnage secondaire interprété par Jean-Louis Barrault, désigné simplement comme « mime » dans le générique, est plus d'une fois appelé « Baptiste » dans le  film, comme en référence au mime Baptiste Deburau, personnage qu'il incarnait déjà dans le film Les Enfants du paradis (1944), à la distribution duquel se trouvait également Pierre Brasseur.